# Eupithecia quebecata
Eupithecia quebecata är en fjärilsart som beskrevs av Taylor 1910. Eupithecia quebecata ingår i släktet Eupithecia och familjen mätare. Inga underarter finns listade i Catalogue of Life.